# 高津川 (映画)
高津川（たかつがわ）は、2019年公開の日本映画。監督・脚本は錦織良成。

## 概要
舞手として石見神楽に携わる斉藤学の一家を中心に、島根県益田市などを流れる高津川周辺に暮らす人々を描くヒューマンドラマ。地元住民から出演者の一部を募るなど、地域に密着した作品となっている。主演の甲本雅裕は、本作が映画初主演。
2019年11月29日に中国地方5県で先行公開され、2020年4月3日に日本全国での上映が予定されていたが、新型コロナウイルスの影響で、公開延期が発表。2022年2月11日に全国公開された。

## キャスト
- 斉藤学：甲本雅裕 - 牧場経営の傍ら、石見神楽の社中に所属している。
- 大畑陽子：戸田菜穂 - 学の同級生
- 斉藤七海：大野いと - 学の長女
- 大庭誠：田口浩正 - 学の同級生。東京在住の弁護士
- 大庭正：高橋長英 - 誠の父。学が所属する神楽社中の先輩
- 斉藤絹江：奈良岡朋子 - 学の母
- 斉藤竜也：石川雷蔵 - 学の長男
- 城市秀夫：緒形幹太
- 村上智子：春木みさよ
- 青木久美子：藤巻るも
- 椋駿：佐野和真
- 本広佳奈：友利恵
- 椋健一：岡田浩暉
- 大畑勝：浜田晃

## スタッフ
- 原作・脚本・監督：錦織良成
- プロデューサー：安川唯史
- 撮影：佐光朗
- 照明：加瀬弘行
- 録音：武進
- 美術装飾：吉川康美
- 衣装：岡田敦之
- ヘア＆メイク：酒井啓介
- 編集：日下部元孝
- 効果：丹雄二
- 選曲：佐藤啓
- 音楽：瀬川英史
- 特機：佐藤雄大
- 助監督：宮村敏正
- イラスト：坂井治
- 配給：ギグリーボックス